# Женски ликови у књижевности
Жене које су оставиле трајни утисак на нас махом су измишљене. Књижевност од памтивјека располаже различитим женским карактерима, који из године у годину, својом харизмом, снагом, самопоуздањем и величанственошћу инспиришу жене.

## Антигона
Антигона је према грчкој митологија била кћерка тебанског краља Едипа коју је он добио са својом мајком Јокастом.
Мит који је Софокле (496. п. н. е.—406. п. н. е.) драматизовао у „Антигони“ припада кругу тебанских легенди. Издавањем заповести да Полиник, Антигонин брат, остане несахрањен, Креонт, нови владар Тебе, слиједи атински закон који не дозвољава покоп непријатеља државе. Породица преминулог има, међутим, обавезу према њему: мртви морају да буду сахрањени, макар симболично, како то Антигона и чини, покривањем тијела танким слојем земље. Извршавајући обавезу према боговима којима припада душа погинулог, она крши Креонтову заповјест. 

#### Софокле
Софокле (грч. Σοφοκλης) (рођен око 496. п. н. е. на Колону Хипију, умро је 406. п. н. е. у Атини), је један од најзначајнијих представника хеленске трагедије, поред Есхила и Еурипида.
Периклеоово вријеме — то је раздобље највећег процвата Атине како у политичком и интелектуалном животу тако и у материјалној култури. Есхил је пјесник атинског полета у времену грчко-персијских ратова када се почела рађати атинска демократија, Еурипид је пјесник њене кризе и бурног раздобља пелопонеског рата, а Софокле је пјесник атинског процвата Перикловог доба, пентеконтаетије. Родио се око 497. године у Колону Хипију, покрај Атине, у имућној породици. Његов отац, власник радионице оружја, побринуо се да му син добије музичко и гимнсатичко образовање. 

#### Радња
Садржај Антигоне (Ἀντιγόνη, 441. год.) узет је из тебанске приче.
Предмет у Антигони је трагична судбина аутократске заслјепљености: Креонтово наређење сукобљава се са општим законом заснованим на људској природи. Антигона свјесно устаје против силе која гази основне људске принципе на којима се темељи друштвени поредак и домовина, и без страха од смрти испуњава своју дужност према мртвом брату.

## Џејн Ејр
Џејн Ејр је најпознатији роман енглеске списатељице Шарлоте Бронте.
Први пут је објављен у Лондону 16. октобар 1847. од стране издавачке куће Смит, Елдер и Ко, а прво издање у САД изашло је наредне године, а штампала га је издавачка кућа Харпер и браћа.
Роман садржи елементе друштвене критике, са јаким моралним осјећајем , а многи сматрају да је испред свог времена због индивидуалистичког карактера главне јунакиње и истраживања тема као што су класне разлике, сексуалност, религија и феминизам. У вријеме када је објављен, најпознатији роман Шарлот Бронте изазвао је бурне реакције због темпераментне природе главне јунакиње и њеног прилично независног става за доба када се од жене очекивала понизност и послушност. 

#### Шарлота Бронте
Шарлота Бронте (енгл. Charlotte Brontë; Торнтон, 21. април 1816 — Хаворт, 31. март 1855) била је енглеска списатељица и најстарија од три сестре Бронте, чији су заједнички радови постали круна енглеског литерарног класичног дјела.
Рођена је у Торнтону у Јоркширу. У априлу 1820. породица Бронте се отселила у Хаворт, гдје је отац Патрик радио и служио мису као католички свештеник. Мајка Марија Бранвел Бронте умрла је од рака 1821. и оставила своју дјецу на одгајање сестри Елизабет. Шарлота је са још три своје сестре послата на школовање 1824. у Доутрс Скул (за коју кажу да је утицала на представљање
Лувуд школе у дјелу Џејн Ејр).
Лоши услови су утицали на њено психичко и физичко здравље, као и смрт двију сестара. Удала се 1854. за Артура Бела Николаса, очевог помоћника. Умрла је девет мјесеци касније током своје прве трудноће. 

#### Радња
Џејн Ејр као главни лик романа приповједа у првом лицу једнине. 
Џејн Ејр је усамљено сироче које живи у кући госпође Рид, која сестричину свог покојног мужа посматра као непотребан терет и не пропушта прилику да јој то и покаже. У интернату за дјевојчице, Џејн се сусреће са још већом окрутношћу него у ујнином дому, али успијева да стекне пријатеље и разумијевања која до тад није искусила. Након школовања постаје гувернанта на Торнфилду и ту упознаје љубав свог живота.

## Ем Бовари
„Госпођа Бовари“, роман Гистава Флобера, француског романописца, објављен 1857. године. 
Госпођа Бовари је ремек-дјело реализма, Ема Бовари приказује дух цјеле једне епохе, а не само уништену жену.
Тема дјела је испразност брака и малограђанске средине. Испреплићу се мотиви људске ограничености и осредњости. Извор и грађу за ово дело Флобер је пронашао у неком новинском извештају који му је послужио као инспирација. 

#### Гистав Флобер
Гистав Флобер (франц. Gustave Flaubert; 12. децембар 1821 — 8. мај 1880) француски књижевник који је стварао у доба реализма. Познат је по свом роману „Госпођа Бовари“ и привржености стилу који се најбоље огледа у потрази за “le mot juste” (права ријеч)

#### Радња
Ем Бовари је заробљена у браку са сеоским љекаром, док потајно сања о другачијем животу. Угушена досадом провинцијског окружења, млада љепотица једини бијег проналази у сентименталним романима.
"Носи ме, води ме, хајдемо! Теби, теби! Сва моја љубав и сви моји снови!" 

## Хасанагиница
Хасанагиница је српска народна балада, која је настала између 1646. и 1649. у Имотској крајини и преносила се са кољена на кољена по Имотском и околини, постојећи тако у усменом облику, док ју није записао 1774. године италијански путописац и етнограф Алберто Фортис називајући је „морлачка балада“. 
Први пут је објављена у његовој књизи „Путовања по Далмацији“. Од тог тренутка су се почели низати преводи ове пјесме на разним свјетским језицима. Велики умови тога времена као Гете (1777) , Волтер Скот (1798), Александар Сергејевич Пушкин (1835), Адам Мицкјевич (1841) су само нека од имена која су преводила „Хасанагиницу“.
Својим мотивом, Хасанагиница, се разликује од других пјесама из наше народне књижевности о томе како муж тјера своју жену од куће, гдје то обично бива или због њене невјерности или због неродности. Ова балада говори о трагичној судбини племените жене коју муж бездушно тјера због тога што од „стида“ не може да га посјети и ране да му вида док болује „у гори зеленој“.

## Фата Авдагина
Фата је била примјер ријетке и необичне женске љепоте, била је "циљ свих жеља и недостижни узрок". али у односу на друге жене, посједовала је и вјештину говора - додатну љепоту, која је изазивала недостатак храбрости код многих да се приближе тој љепоти или да јој неко затражи руку. 
Фатина једина граница између сопстеног не и очевог да, била је самоубиство. 

## Ана Карењина
Ана Карењина (рус. Анна Каренина) је роман руског писца Лава Толстоја, који је прво објављиван у дјеловима од 1873. до 1877. године. Прва појава романа је била у „Руском гласнику“ (рус. Русский Вестник), али није објављен до краја, пошто је Толстој дошао у сукоб са уредником Михаилом Катковим око питања која су покренута у завршном дјелу. Стога је прва појава романа у целини била у облику књиге.

## Наташа Ростова
Грофица Наталија Наташа Иљинична Ростова (рус. Наталья „Наташа“ Ильинична Ростова), скраћено: Наташа Ростова је измишљени лик из класичног романа Рат и мир (1869) Лава Толстоја.

#### Лав Толстој
Гроф Лав Николајевич Толстој (рус. Лев Николаевич Толстой; Јасна Пољана, 9. септембар 1828 — Астапово, 20. новембар 1910) био је руски писац сврстан у највеће руске реалисте тога доба. Познат по своја два највећа дјела, Ана Карењина и Рат и Мир, која сликају дубоку, психолошку и друштвену позадину Русије и њеног друштва у 19. вијеку.

## Шехерезада
Шехерезада је легендарна пресијска краљица и приповједачица прича из књиге Хиљаду и једна ноћ.